# Bell AH-1 SuperCobra
Bell AH-1 SuperCobra je dvoumotorový bitevní vrtulník vyvinutý společností Bell Helicopter jako pokročilá verze původního AH-1 Cobra z 60. let 20. století. Byl navržen pro poskytování přímé letecké podpory a boj s obrněnou technikou, zejména pro potřeby námořní pěchoty Spojených států.

## Vývoj a výroba
AH-1 Cobra byl původně vyvinut v polovině 60. let jako dočasné řešení pro útočný vrtulník armády USA během války ve Vietnamu. Využíval osvědčené komponenty z víceúčelového vrtulníku UH-1 Huey. Do června 1967 bylo armádě dodáno prvních 1 116 kusů AH-1G Huey Cobra, které ve Vietnamu nalétaly přes milion hodin.
Námořní pěchota USA projevila zájem o AH-1G, ale preferovala dvoumotorovou verzi pro zvýšenou bezpečnost při námořních operacích. V květnu 1968 společnost Bell obdržela kontrakt na první sérii 49 kusů AH-1J SeaCobra s motory T400-CP-400. V 70. letech vznikla potřeba zvýšit nosnost Cobry v horkém klimatu, což vedlo k vývoji AH-1T s prodlouženým trupem a modernizovanou transmisí a motory. V 80. letech 20. století byla představena verze AH-1W SuperCobra s výkonnějšími motory a vylepšeným zbraňovým systémem.

## Konstrukce
Trup SuperCobry je celokovový, s úzkým průřezem a prodlouženou přídí. Dvoučlenná posádka sedí v tandemovém uspořádání, přičemž střelec-operátor sedí vpředu a pilot vzadu.
Pro ochranu posádky jsou sedadla a boční panely trupu pancéřovány. Vrtulník je vybaven dvoulistým nosným rotorem s listy o šířce 0,84 metru a šípovitými koncovkami. Pohonnou jednotku tvoří dva turbohřídelové motory General Electric T700-401, každý o výkonu 1 690 koní (1 260 kW). Kapacita palivových nádrží je 1 153 litrů, s možností instalace přídavných závěsných nádrží.

## Výzbroj
Standardní výzbroj AH-1W SuperCobra zahrnuje tříhlavňový kanón M197 ráže 20 mm umístěný v otočné věži pod přídí vrtulníku. Dále může nést různé kombinace neřízených raket Zuni a Hydra 70, řízených střel vzduch-země, jako jsou TOW nebo Hellfire, a také střel vzduch-vzduch pro vlastní obranu.

## Operační nasazení
AH-1 SuperCobra byl nasazen v různých konfliktech a operacích po celém světě. Během války v Perském zálivu v roce 1991 hrály tyto vrtulníky klíčovou roli v podpoře pozemních sil a prokázaly svou efektivitu v boji proti obrněným cílům.
SuperCobry byly také nasazeny v operacích v Somálsku, Bosně a Hercegovině, Iráku a Afghánistánu, kde poskytovaly blízkou leteckou podporu, prováděly průzkum a zajišťovaly ochranu konvojů.

## Varianty
- AH-1J SeaCobra: Původní dvoumotorová verze vyvinutá pro USMC s vylepšenou výzbrojí a výkonem.[10]
- AH-1J International: Exportní varianta AH-1J s výkonnější pohonnou jednotkou T400-WV-402 a upraveným rotorem. Vyráběna pro Írán a Jižní Koreu.
- AH-1T Improved SeaCobra: Modernizovaná verze s prodlouženým trupem a zvýšenou nosností, umožňující nesení pokročilejší výzbroje.[11]
- AH-1W SuperCobra
- AH-1Z Viper: Nejnovější varianta vycházející z AH-1W, vybavená moderní avionikou, čtyřlistým rotorem a schopností nést pokročilé zbraňové systémy.

## Specifikace (AH-1W SuperCobra)

Třípohledový nákres AH-1W

Údaje dle

### Technické údaje
- Posádka: 2
- Délka trupu: 13,78 m
- Celková délka: 17,68 m
- Průměr nosného rotoru: 14,63 m
- Rozpětí křídel: 3,23 m
- Výška: 4,32 m
- Kapacita paliva:
- Prázdná hmotnost: 4 627 kg
- Max. vzletová hmotnost: 6 690 kg
- Pohonná jednotka: 2 × turbohřídelový motor T700-GE-401
- Výkon pohonné jednotky: 3 250 shp (2 420 kW)

### Výkony
- Maximální rychlost: 282 km/h (na úrovni mořské hladiny)
- Cestovní rychlost: 278 km/h
- Dolet: 635 km
- Akční rádius:
- Praktický dostup: 4 270 m
- Maximální přetížení:

### Výzbroj
- 1 x automatický kanón M197 ráže 20 mm
- 6 závěsníků:
  - řízené střely vzduch-vzduch AIM-9 Sidewinder
  - protiradiolokační střely AGM-122 Sidearm
  - neřízené protizemní rakety Zuni ráže 127 mm nebo Hydra 70 ráže 70 mm
  - řízené protitankové střely BGM-71 TOW nebo AGM-114 Hellfire